# Veličanka
Veličanka är ett vattendrag i Kroatien. Det ligger i den östra delen av landet, 140 km öster om huvudstaden Zagreb.